# Procaris chacei
Procaris chacei is een tienpotigensoort uit de familie van de Procarididae. De wetenschappelijke naam van de soort is voor het eerst geldig gepubliceerd in 1986 door C.W.J. Hart & Manning.